# Ceylon i olympiska sommarspelen 1964
Ceylon (nuvarande Sri Lanka) deltog med sex deltagare vid de olympiska sommarspelen 1964 i Tokyo. Ingen av landets deltagare erövrade någon medalj.